# 이올라니궁

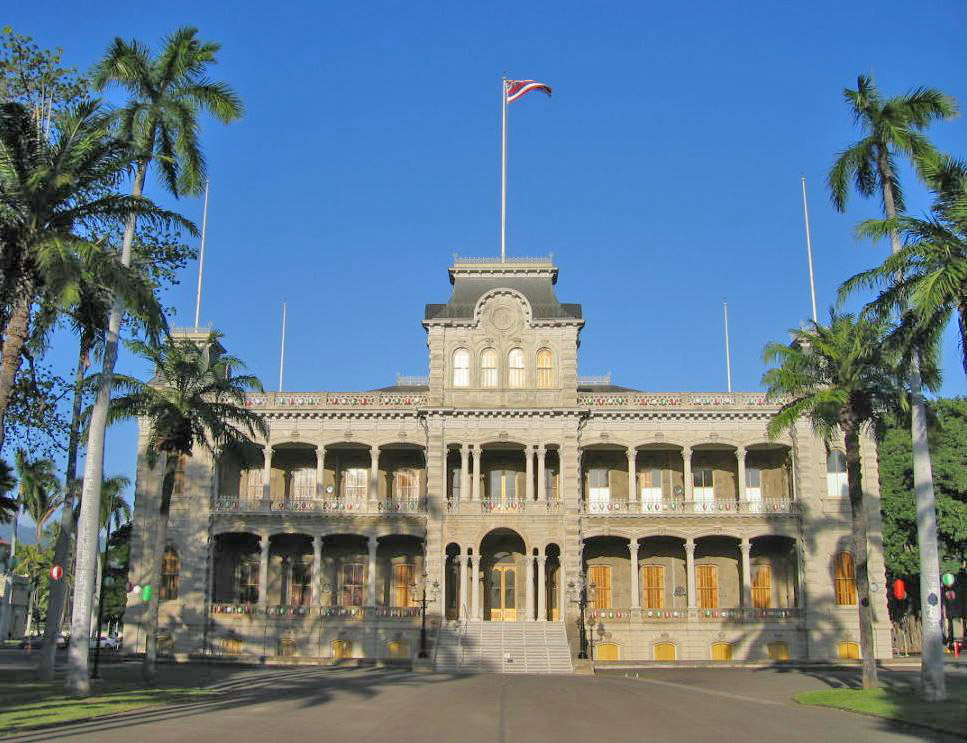
이올라니궁

이올라니궁(영어: ʻIolani Palace, 하와이어: Hale Aliʻi ʻIolani)은 미국 하와이주 오아후섬 호놀룰루에 있는 궁전이다. 하와이에 있기는 하지만, 법률적으로 미국 영토에 위치한 유일한 궁전이기도 하다. 1962년 국립역사기념물로 지정되었다.

## 이올라니궁의 역사
- 1882년 : 하와이 왕국의 칼라카우아 왕이 건설하였다.
- 1893년 : 하와이 왕국 최후의 군주(여왕) 릴리우오칼라니가 폐위하여 고궁이 되었다.